# Slag om de Perzische Golf
De Slag om de Perzische Golf vond plaats tussen 1 en 24 februari 1625, en maakte deel uit van de Portugees-Nederlandse Oorlog. De zeeslag de zeeslag eindigde in een ogenschijnlijk gelijkspel, hoewel de Portugese zijde bijna tien keer zoveel verliezen leed dan de gecombineerde Engelse-Nederlandse vloot. Echter, dit was de laatste keer dat de Portugezen daadwerkelijk de Engelsen en de Nederlanders de toegang tot de Perzische Golf probeerden te ontzeggen. De slag was het begin van het einde van de Portugese controle over de Perzische Golf, die er na 1629 geen bedreiging meer vormden voor hun Europese handelsrivalen.

## Betrokken schepen

### Nederland/Engeland
- Eagle
- Royal James
- Jonas
- Star
- Zuid-Holland
- Bantam
- Maagd van Dort
- Weesp[1]

### Portugal
- São Francisco 48
- São Francisco 32
- São Sebastião 40
- São Salvador 22
- Santiago 22
- Trindade 24
- Santo António 22 - gezonken
- Misericórdia 22
- 40 galeien

## Verliezen
De Nederlands-Engelse verliezen bleven beperkt tot 29 man. De Portugezen verloren 262 man bij de zeeslag.
Slag bij Bantam · Slag bij Colachel · Zeeslag bij de baai van Liaoluo · Slag om de Perzische Golf · Slag bij Cape Rachardo · Slag om Fort Zeelandia